# Discografie van Conny Froboess
Deze discografie is een overzicht van het muzikale werk van de Duitse actrice en voormalige popzangeres Cornelia Froboess, die bij velen ook bekend was als Conny en Die kleine Cornelia. Haar meest succesvolle nummer is de miljoenenseller Zwei kleine Italiener, waarmee ze zesde werd van 16 deelnemers aan het Eurovisiesongfestival in 1962.

## Albums

### Studioalbums
- 1963: Eine Tüte Luft aus Berlin (met de Schöneberger Sängerknaben & een groot orkest)
- 1967: Die neuen Lieder der Cornelia Froboess

### Betrokkenheid
- 195?: Das deutsche Wunschkonzert
- 1964: Die großen Musicals
- 1964: Die Blume von Hawaii / Viktoria und ihr Husar
- 1965: Kinderparty mit Bill Ramsey
- 1968: Eine Runde Polydor
- 1976: Musik ist Trumpf – Folge 3+4 (nieuwe opname Pack die Badehose ein en medley My Fair Lady)
- 1976: Musik ist Trumpf – Folge 5+6 (medley Walt Disney-filmmelodieën)

### Soundtracks
- 1994: Conny Froboess & Peter Kraus: Wenn die Conny mit dem Peter / Conny und Peter machen Musik (cd voor de films met Peter Kraus)

### Werkuitgaven
- 1987: Conny Froboess: Die Singles 1958–1959
- 1987: Conny Froboess: Die Singles 1960–1962
- 1990: Conny Froboess: Die Singles 1961–1964
- 1991: Conny Froboess: Die Singles 1964–1967
- 2000: O, diese Jöre – Die kleine Cornelia

### Compilaties (selectie)
- 1963: Conny of Germany
- 1991: Das große deutsche Schlager-Archiv (met Connie Francis)
- 1992: Conny’s Party
- 2000: Die kleine Cornelia
- 2006: Schlager und Stars
- 2007: Made in Germany
- 2011: Teenager Melodien
- 2012: Portrait
- 2013: Zwei kleine Italiener – 50 große Erfolge

## EP's

### Internationaal (selectie)
- 1958: Diana
- 1959: Ja, so ein Mädchen mit 16 / Conny – En pige på 16 (Deense versie)
- 1959: Melody und Rhythmus 1
- 1959: Conny og Jazzklubben (publicatie in Denemarken)
- 1960: Conny og dendes Storebror
- 1960: Chez nous (publicatie in Frankrijk)
- 1962: On peux bien dire
- 1962: Tina och Marina (Zwei kleine Italiener)
- 1964: Liebelei (met Rolf Bauer; publicatie in Frankrijk)
- 1964: Little bittle Mondenschein

### Soundtracks
- 1958: Hula-Hopp, Conny
- 1959: Wenn das mein großer Bruder wüsste
- 1959: Ja, so ein Mädchen mit 16
- 1960: Meine Nichte tut das nicht
- 1961: Der Traum von Lieschen Müller

## Singles

### Hitlijsten en hitparadeklasseringen
| Jaar | Titel Album | Hitlijsten     | Opmerkingen                                                                                   |
| Jaar | Titel Album | DE             | Opmerkingen                                                                                   |
| ---- | --- | -------------- | --------------------------------------------------------------------------------------------- |
| 1954 | Robinson-Mambo – | 22 (2 maanden) | Eerste publicatie: 1954                                                                       |
| 1957 | Diana – | 2 (8 maanden)  | Eerste publicatie: december 1957                                                              |
| 1958 | I Love You, Baby – | 2 (6 maanden)  | Eerste publicatie: februari 1958                                                              |
| 1958 | Auch du hast dein Schicksal in der Hand –                                                                                                 | 8 (4 maanden)  | Eerste publicatie: juni 1958                                                                  |
| 1958 | Glockengießer-Rock – | 11 (5 maanden) | Eerste publicatie: juni 1958                                                                  |
| 1958 | Blue Jean Boy – | 19 (3 maanden) | Eerste publicatie: augustus 1958                                                              |
| 1958 | Jolly Joker – | 22 (2 maanden) | Eerste publicatie: oktober 1958                                                               |
| 1958 | Hey Boys – How Do You Do? – | 20 (3 maanden) | Eerste publicatie: oktober 1958                                                               |
| 1958 | Teenager-Melodie – | 19 (2 maanden) | Eerste publicatie: november 1958 met Will Brandes                                             |
| 1959 | Mister Music – | 16 (4 maanden) | Eerste publicatie: juni 1959                                                                  |
| 1959 | Kleine Lucienne – | 8 (7 maanden)  | Eerste publicatie: september 1959                                                             |
| 1959 | Little Girl – | 16 (4 maanden) | Eerste publicatie: september 1959                                                             |
| 1959 | Ein Mädchen mit 16 – | 22 (3 maanden) | Eerste publicatie: september 1959                                                             |
| 1960 | Yes, My Darling! – | 13 (3 maanden) | Eerste publicatie: maart 1960 met Rex Gildo                                                   |
| 1960 | Lippenstift am Jackett – | 27 (1 maand)   | Eerste publicatie: maart 1960                                                                 |
| 1960 | Midi-Midinette – | 10 (7 maanden) | Eerste publicatie: juli 1960                                                                  |
| 1960 | Wer wird der Erste sein – | 49 (1 maand)   | Eerste publicatie: juli 1960                                                                  |
| 1960 | Sag mir, was du denkst – | 21 (3 maanden) | Eerste publicatie: augustus 1960 met Peter Kraus                                              |
| 1960 | Lago Maggiore – | 46 (2 maanden) | Eerste publicatie: december 1960                                                              |
| 1961 | Firulin – | 40 (1 maand)   | Eerste publicatie: april 1961 met Rex Gildo                                                   |
| 1961 | Ich bin für die Liebe nicht zu jung – | 19 (3 maanden) | Eerste publicatie: juni 1961                                                                  |
| 1961 | Mein Vater war ein Cowboy – | 17 (1 maand)   | Eerste publicatie: juni 1961                                                                  |
| 1961 | Mariandl – | 20 (2 maanden) | Eerste publicatie: september 1961                                                             |
| 1961 | Einen Kuß und noch einen Kuß … – | 28 (3 maanden) | Eerste publicatie: november 1961                                                              |
| 1961 | Zwei kleine Italiener / Gino (Engelse versie) / Twee kleine Italianen (Nederlandse versie) / Un bacio all’ Italiana (Italiaanse versie) – | 1 (7 maanden)  | Eerste publicatie: december 1961 Verkoop: + 1.225.000 6/16 bij het Eurovisiesongfestival 1962 |
| 1962 | Lady Sunshine und Mr. Moon – | 3 (6 maanden)  | Eerste publicatie: mei 1962                                                                   |
| 1963 | Du bist mir so sympathisch – | 24 (2 maanden) | Eerste publicatie: maart 1963                                                                 |
| 1963 | Verliebt, verlobt, verheiratet – | 7 (4 maanden)  | Eerste publicatie: mei 1963 met Peter Alexander                                               |
| 1963 | Skip-Du-Bi-Du – | 16 (3 maanden) | Eerste publicatie: augustus 1963                                                              |
| 1963 | Drei Musketiere – | 4 (5 maanden)  | Eerste publicatie: december 1963                                                              |
| 1964 | John, der edle Ritter – | 45 (1 maand)   | Eerste publicatie: november 1964                                                              |
| 1964 | Hey, Baron Münchhausen – | 33 (1 maand)   | Eerste publicatie: november 1964                                                              |
| 1965 | Diese Nacht hat viele Lichter – | 22 (3½ maand)  | Eerste publicatie: januari 1965                                                               |
| 1966 | Ich geh’ durch den Regen – | 38 (1 maand)   | Eerste publicatie: april 1966                                                                 |

### Verdere singles
als Die kleine Cornelia
- 1951: Pack die Badehose ein! / Take the Bathing Trunks Along (Engelstalige versie, publicatie in de Verenigde Staten)
- 1951: Ich heirate Papi
- 1951: O diese Jöre
- 1951: An der Ecke steht ein Schneemann
- 1952: Lausbub
- 1952: Ich mach mir solche Sorgen um die Großen
- 1952: Am liebsten spiele ick uff unsern Hof
- 1953: Pony-Serenade
- 1953: Der kleine Cowboy Conny
- 1954: Lieber Gott, laß die Sonne wieder scheinen (met de Schöneberger Sängerknaben)
- 1954: Dort am Nil wohnt ein Krokodil
- 1954: Wasserratten-Polka
- 1954: Mit dir möcht’ ich noch mal zur Schule geh’n
- 1954: Schneeflöckchen fallen ganz sacht
- 1955: Bimbo

als Conny
- 1959: Ob 15, ob 16, ob 17 Jahre alt
- 1959: Conny zingt Nederlands! (publicatie in de Benelux)
- 1959: Lieber Disc-Jockey
- 1960: Een meisje van zestien (publicatie in de Benelux)
- 1960: Papa liebt Mama
- 1961: Lovable (publicatie in het Verenigd Koninkrijk)
- 1961: Paris Bravo (publicatie in Frankrijk)

als Conny Froboess resp. Cornelia Froboess
- 1960: Kleine Lucienne

- 1962: Dafür versteh’n wir uns zu gut
- 1963: Blondie (met Peter Alexander)
- 1964: Little Bittle Mondenschein
- 1965: Meine Hochzeitsreise mach’ ich auf den Mond (Deutsche Schlager-Festspiele 1965)
- 1965: Gestern um dreiviertel Zehn
- 1966: Der Sommer geht
- 1967: Schreib es in den Sand
- 1991: Ich komme nie mehr los von dir (met Peter Alexander, opname 1964, publicatie 1991)
- 1992: Sing Conny Sing – Remix ’92

### Soundtracks
- 1958: Wenn die Conny mit dem Peter (met Peter Kraus, onverkoopbare single van Constantin-Film)
- 1960: Conny und Peter machen Musik (met Peter Kraus & Rex Gildo)

## Statistieken

### Evaluatie
|                           | DE |
| ------------------------- | -- |
| Nummer 1-singles          | 1  |
| Top 10-singles            | 10 |
| Singles in den hitlijsten | 34 |